# Coucy
Pour les articles homonymes, voir Coucy (homonymie).
Coucy est une commune française située dans le département des Ardennes, en région Grand Est.

## Géographie

### Localisation
Coucy se situe à 8 km à l'est de Rethel à quelques kilomètres de l'Aisne. La commune s'étend sur deux sections. Coucy première est le bourg avec la mairie et l'église et se situe sur la D 30. Coucy seconde est un noyau bâti sur la D 21 inséré dans le noyau de bâtiments de Amagne-Lucquy près de la gare d'Amagne - Lucquy. 

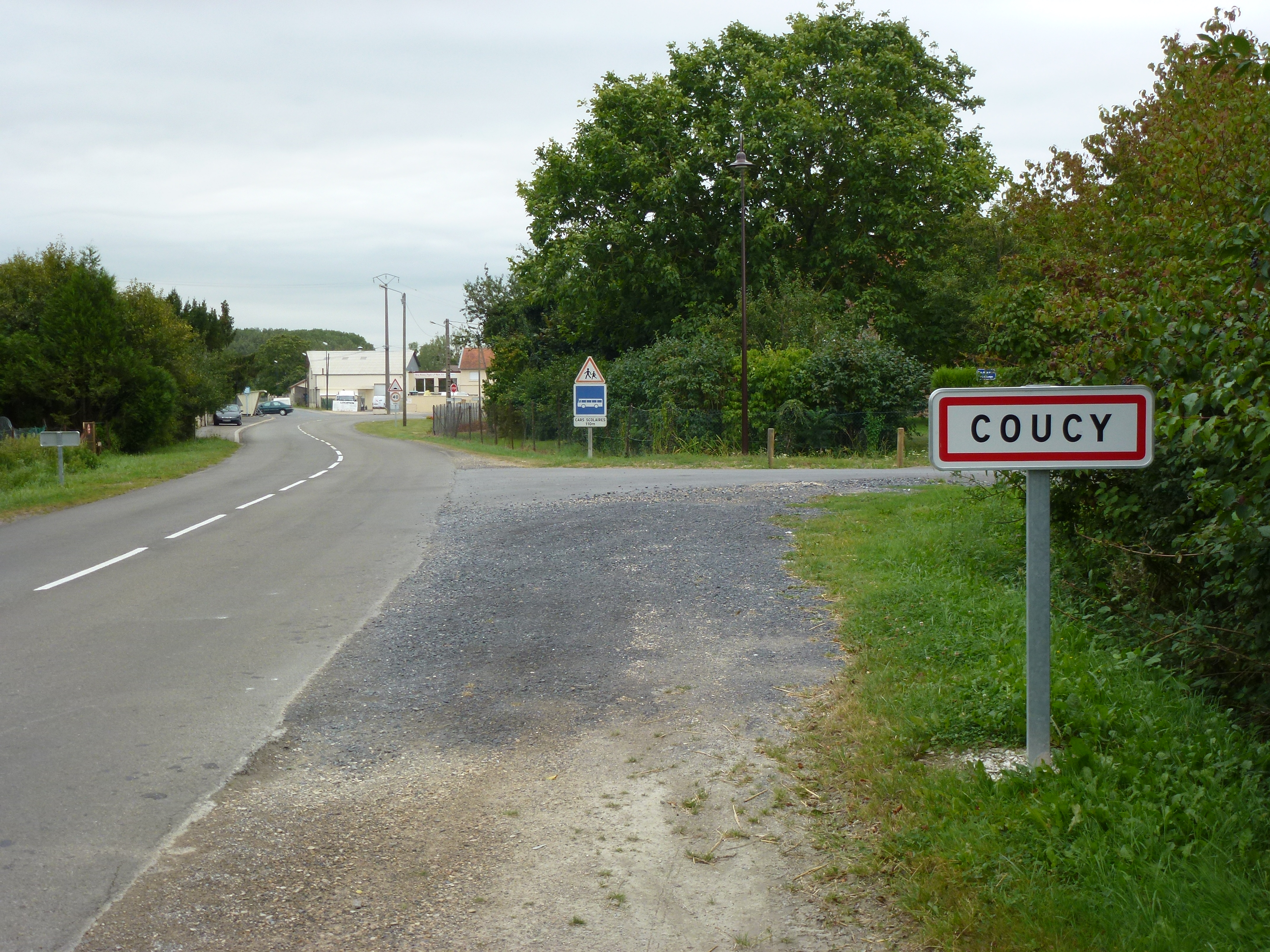
Entrée de Coucy 1re.
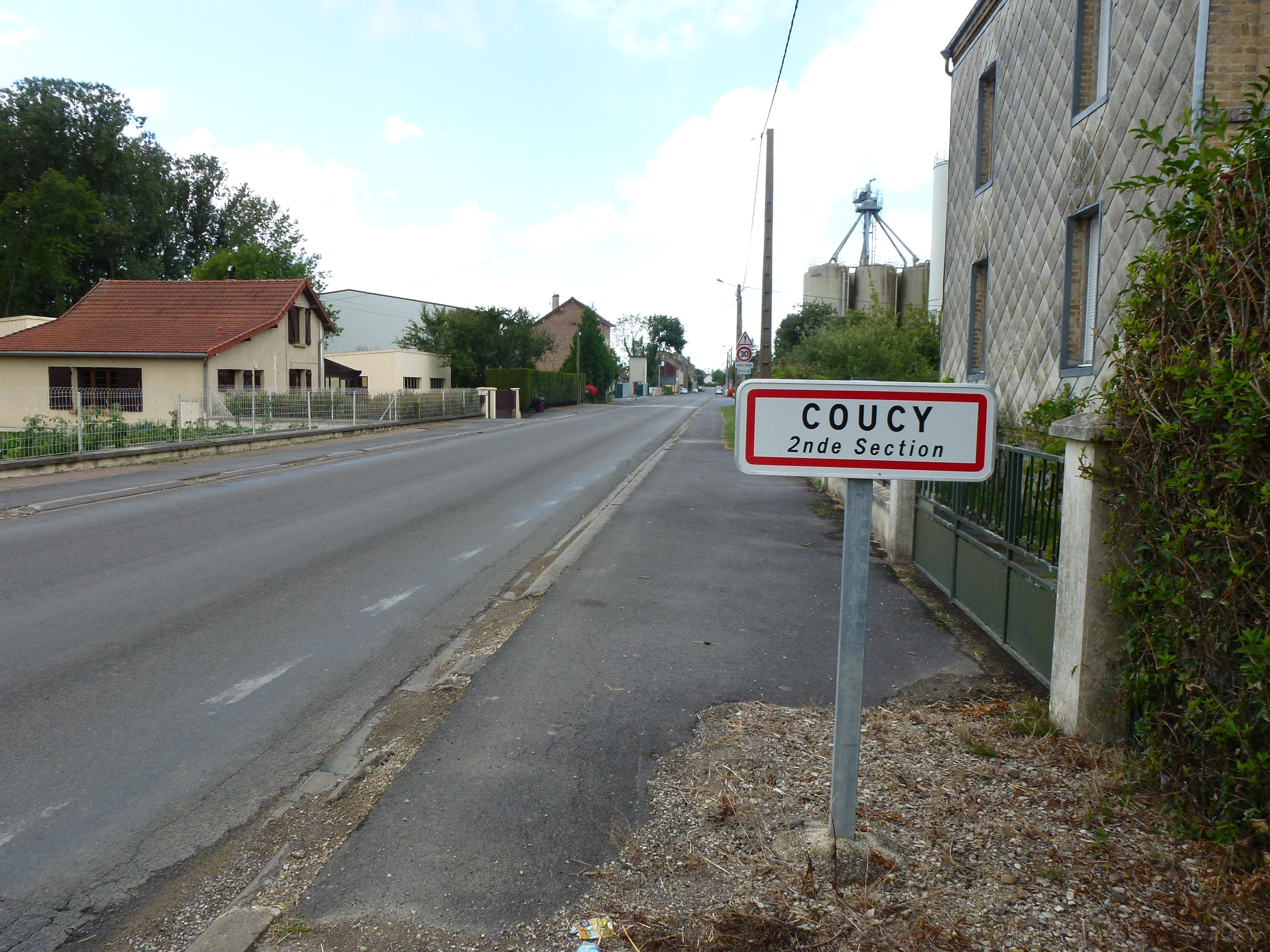
Entrée de Coucy 2nde.

### Hydrographie
La commune est dans la région hydrographique « la Seine du confluent de l'Oise (inclus) à l'embouchure » au sein du bassin Seine-Normandie. Elle est drainée par le ruisseau de Saulces, le cours d'eau 01 de la commune d'Amagne, le Fossé du Bois de Seuil, le cours d'eau 01 de la commune de Doux, la noue de Ruissort et divers autres petits cours d'eau,.
Le ruisseau de Saulces, d'une longueur de 30 km, prend sa source dans la commune de Faissault, à 175 m d'altitude, et se jette  dans l'Aisne à Rethel, à 73 m d'altitude, après avoir traversé onze communes.

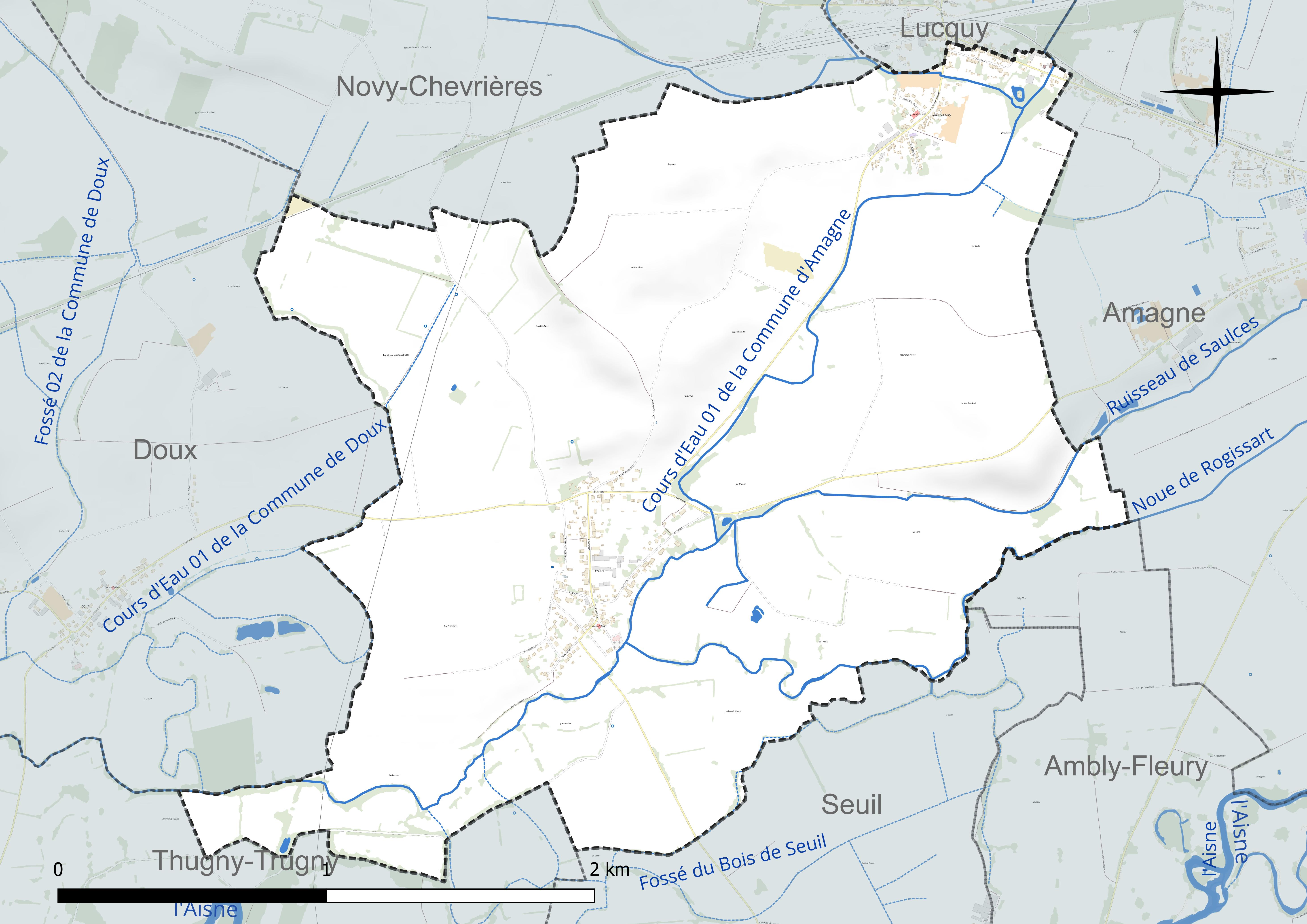
Réseau hydrographique de Coucy.

### Climat
Pour des articles plus généraux, voir Climat du Grand Est et Climat des Ardennes.
En 2010, le climat de la commune est de type climat océanique dégradé des plaines du Centre et du Nord, selon une étude du Centre national de la recherche scientifique s'appuyant sur une série de données couvrant la période 1971-2000. En 2020, Météo-France publie une typologie des climats de la France métropolitaine dans laquelle la commune est exposée à un climat océanique altéré et est dans la région climatique Nord-est du bassin Parisien, caractérisée par un ensoleillement médiocre, une pluviométrie moyenne régulièrement répartie au cours de l’année et un hiver froid (3 °C).
Pour la période 1971-2000, la température annuelle moyenne est de 10,3 °C, avec une amplitude thermique annuelle de 15,6 °C. Le cumul annuel moyen de précipitations est de 737 mm, avec 11,9 jours de précipitations en janvier et 8,7 jours en juillet. Pour la période 1991-2020, la température moyenne annuelle observée sur la station météorologique de Météo-France la plus proche, « Saulces-Champenoises », sur la commune de Saulces-Champenoises à 7 km à vol d'oiseau, est de 11,0 °C et le cumul annuel moyen de précipitations est de 691,6 mm. 
La température maximale relevée sur cette station est de 41,1 °C, atteinte le 25 juillet 2019 ; la température minimale est de −13,9 °C, atteinte le 7 février 2012,,.
Les paramètres climatiques de la commune ont été estimés pour le milieu du siècle (2041-2070) selon différents scénarios d'émission de gaz à effet de serre à partir des nouvelles projections climatiques de référence DRIAS-2020. Ils sont consultables sur un site dédié publié par Météo-France en novembre 2022.

## Urbanisme

### Typologie
Au 1er janvier 2024, Coucy est catégorisée commune rurale à habitat dispersé, selon la nouvelle grille communale de densité à 7 niveaux définie par l'Insee en 2022.
Elle est située hors unité urbaine. Par ailleurs la commune fait partie de l'aire d'attraction de Reims, dont elle est une commune de la couronne,. Cette aire, qui regroupe 294 communes, est catégorisée dans les aires de 200 000 à moins de 700 000 habitants,.

### Occupation des sols
L'occupation des sols de la commune, telle qu'elle ressort de la base de données européenne d’occupation biophysique des sols Corine Land Cover (CLC), est marquée par l'importance des territoires agricoles (92,3 % en 2018), une proportion identique à celle de 1990 (92,3 %). La répartition détaillée en 2018 est la suivante : 
terres arables (51,9 %), prairies (40,5 %), zones urbanisées (7,7 %). L'évolution de l’occupation des sols de la commune et de ses infrastructures peut être observée sur les différentes représentations cartographiques du territoire : la carte de Cassini (XVIIIe siècle), la carte d'état-major (1820-1866) et les cartes ou photos aériennes de l'IGN pour la période actuelle (1950 à aujourd'hui).

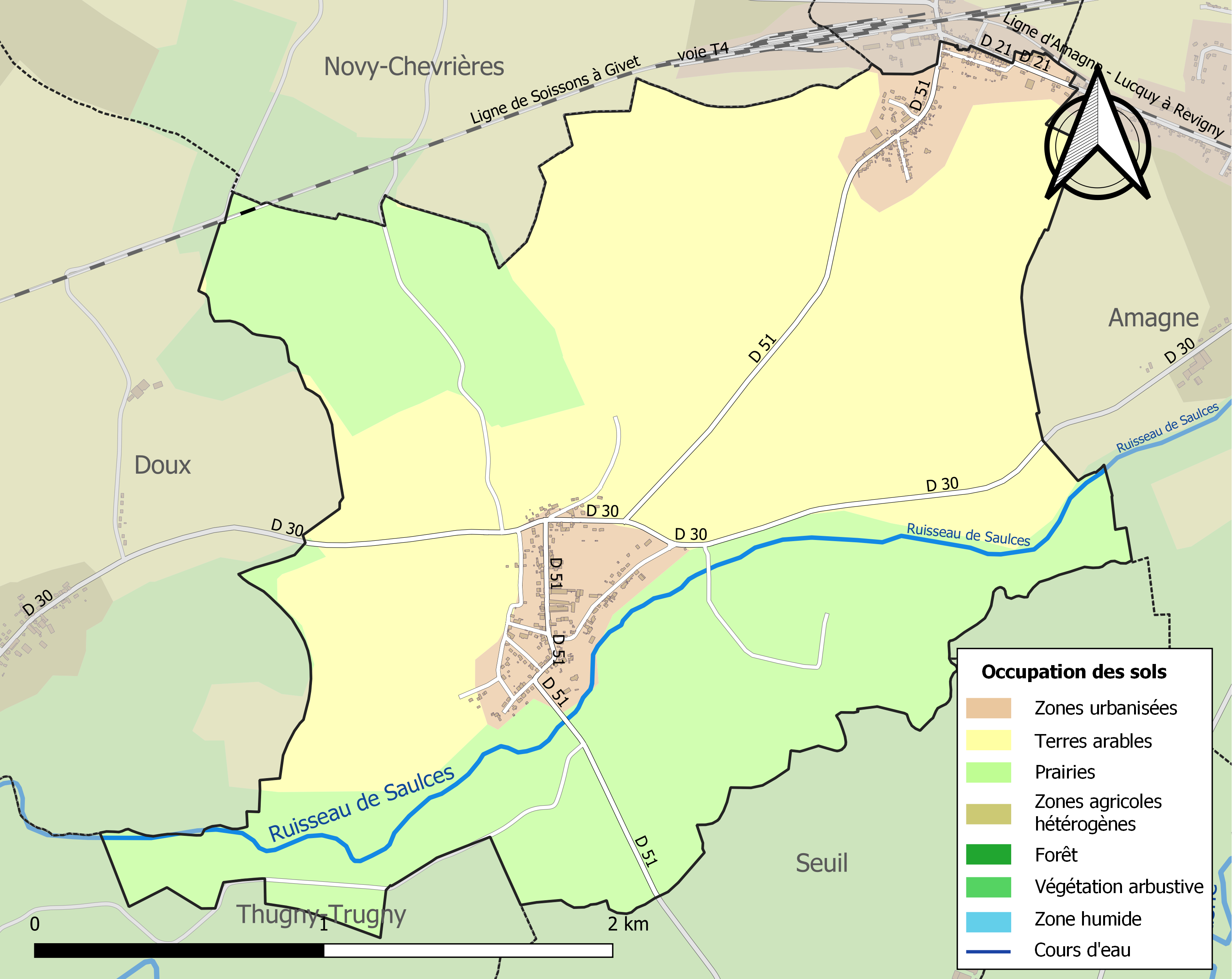
Carte des infrastructures et de l'occupation des sols de la commune en 2018 (CLC).

## Toponymie
Coucy, dérive d'une forme originelle gauloise colciacon, « cercle » ou cotia , « clairière ou éclaircie pratiquée dans un bois ».

## Histoire
Coucy se trouvait sur les voies romaines qui traversent la région et cela indique une présence gallo-romaine.
Les premières mentions de Coucy datent du XIIe siècle, alors que la famille d'Escannevelle y possédait un château féodal, brûlé au XIXe siècle. Bâti pour un usage féodal, le château était équipé de douves, d'un pont-levis et de souterrains qui permettent aux résidents de s'échapper ou de se faire approvisionner en cas de siège. Les galeries devaient aussi à l'époque permettre de rejoindre un autre château : celui de Thugny, situé à quelques kilomètres de Coucy.
Le village est composé de deux parties distinctes et éloignées de plusieurs kilomètres. Cette séparation date du XIXe siècle. Le développement du chemin de fer et la présence d'une gare ayant favorisé l'urbanisation dans la seconde section.
En 1411, à Coucy, les armées du duc d'Orléans guerroient dans les états du duc de Bourgogne, les deux états voisins étant souvent rivaux.

## Politique et administration
| Période                                  | Période                   | Identité                                    | Étiquette | Qualité             |
| ---------------------------------------- | ------------------------- | ------------------------------------------- | --------- | ------------------- |
| 1876                                     |                           | Lamiable                                    |           |                     |
| 1947                                     | 1953                      | Jacques Jeanroy                             |           | Agriculteur         |
|                                          |                           |                                             |           |                     |
| 1959                                     | 1995                      | Jacques Jeanroy                             |           | Agriculteur         |
| mars 2001                                | mars 2008                 | Pierre Riva                                 |           |                     |
| mars 2008                                | En cours (au 25 mai 2020) | David Potier Réélu pour le mandat 2020-2026 |           | Cadre administratif |
| Les données manquantes sont à compléter. |                           |                                             |           |                     |

En 2011, un conseil municipal des enfants a été élu pour améliorer la vie des jeunes dans le village.

## Démographie
L'évolution du nombre d'habitants est connue à travers les recensements de la population effectués dans la commune depuis 1793. Pour les communes de moins de 10 000 habitants, une enquête de recensement portant sur toute la population est réalisée tous les cinq ans, les populations de référence des années intermédiaires étant quant à elles estimées par interpolation ou extrapolation. Pour la commune, le premier recensement exhaustif entrant dans le cadre du nouveau dispositif a été réalisé en 2008.

En 2022, la commune comptait 530 habitants, en évolution de +4,54 % par rapport à 2016 (Ardennes : −2,97 %, France hors Mayotte : +2,11 %).
| 1793 | 1800 | 1806 | 1821 | 1831 | 1836 | 1841 | 1846 | 1851 |
| ---- | ---- | ---- | ---- | ---- | ---- | ---- | ---- | ---- |
| 304  | 329  | 343  | 342  | 365  | 373  | 357  | 371  | 378  |

| 1866 | 1872 | 1876 | 1881 | 1886 | 1891 | 1896 | 1901 | 1906 |
| ---- | ---- | ---- | ---- | ---- | ---- | ---- | ---- | ---- |
| 365  | 365  | 407  | 400  | 403  | 458  | 556  | 557  | 571  |

| 1911 | 1921 | 1926 | 1931 | 1936 | 1946 | 1954 | 1962 | 1968 |
| ---- | ---- | ---- | ---- | ---- | ---- | ---- | ---- | ---- |
| 591  | 607  | 597  | 580  | 566  | 475  | 428  | 434  | 406  |

| 1975 | 1982 | 1990 | 1999 | 2006 | 2008 | 2013 | 2018 | 2022 |
| ---- | ---- | ---- | ---- | ---- | ---- | ---- | ---- | ---- |
| 385  | 460  | 478  | 488  | 508  | 514  | 517  | 503  | 530  |

## Enseignement
Les enfants de la maternelle au CP sont accueillis sur la commune : une école à Coucy 1re :  maternelle et CP 1; une école à Coucy seconde : maternelle.
Du CE1 au CM2 les enfants vont à Lucquy par ramassage scolaire.
De la 6e à la terminale les enfants sont scolarisés à Rethel.

## Culture locale et patrimoine

### Lieux et monuments
- Église Saint-Remy. Le château, qui était situé à proximité, possédait une chapelle gothique, qui par la suite a été agrandie pour servir d'église paroissiale sous le vocable de Saint-Remi. Cette première église est reconstruite à la fin du XIXe siècle par une nouvelle église avec une tour très élancée. Mais, en 1967, le clocher est détruit par un ouragan et remplacé par un clocher plus court qui existe toujours aujourd'hui.
- Château de la famille d'Escannevelle. Au XIXe siècle, le château est partiellement détruit pas les incendies. Il est alors reconstruit, mais à usage de ferme. Il doit cependant en rester des vestiges intéressants jusqu'à la Première Guerre mondiale. Par la suite, plus ou moins en état d'abandon, les dernières ruines de l'édifice ont été détruites dans les années 1950 et font place aujourd'hui à un terrain de sport et à la salle des fêtes.
- Monument aux morts, qui commémore 14 morts de la guerre de 1914-1918 et 5 morts de la guerre de 1939-1945.
- Coucy possédait aussi un lavoir, un moulin, une distillerie, un abattoir, une sucrerie... Toutes ces constructions ont aujourd'hui disparu.

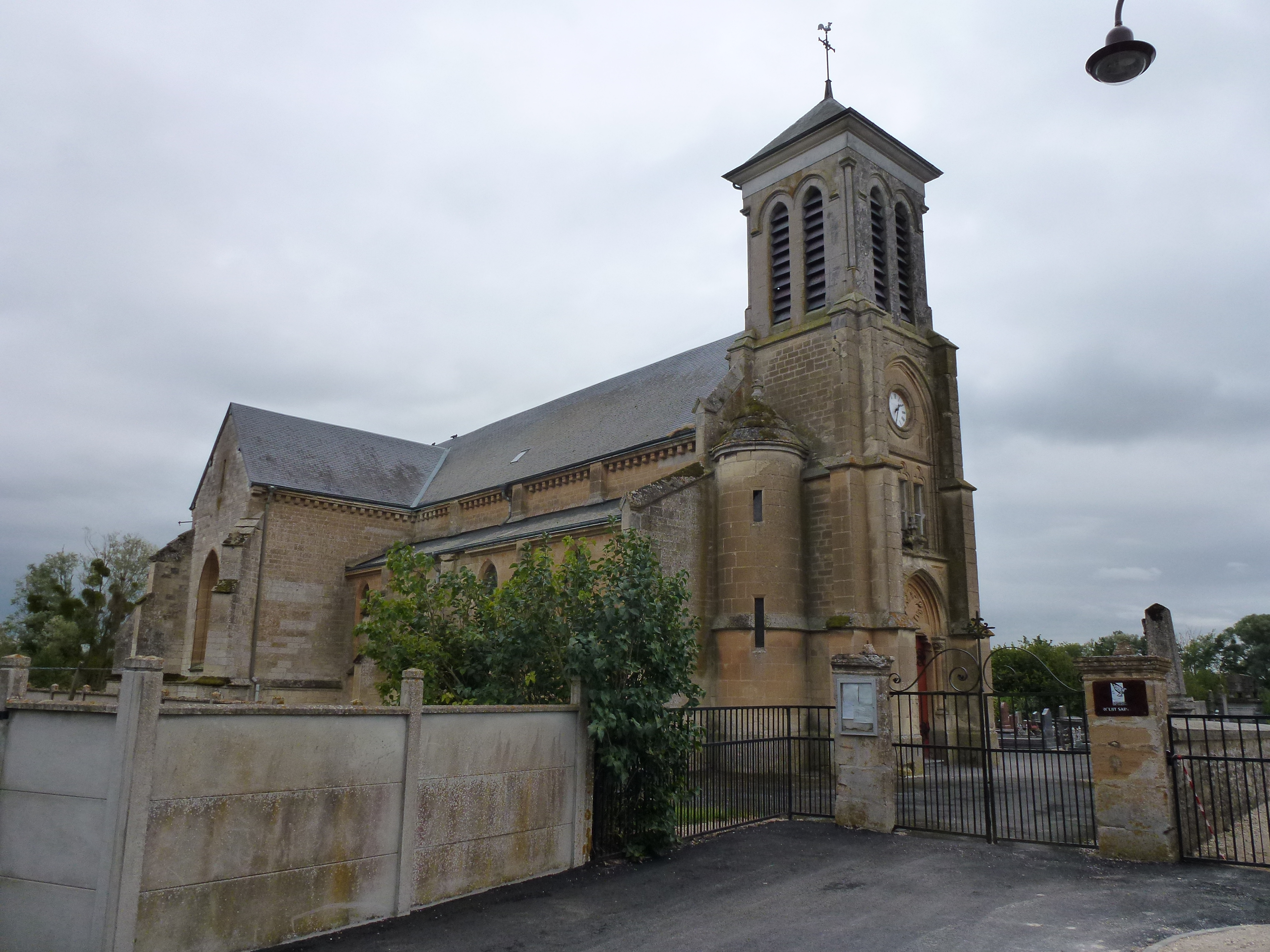
Église Saint-Remy.
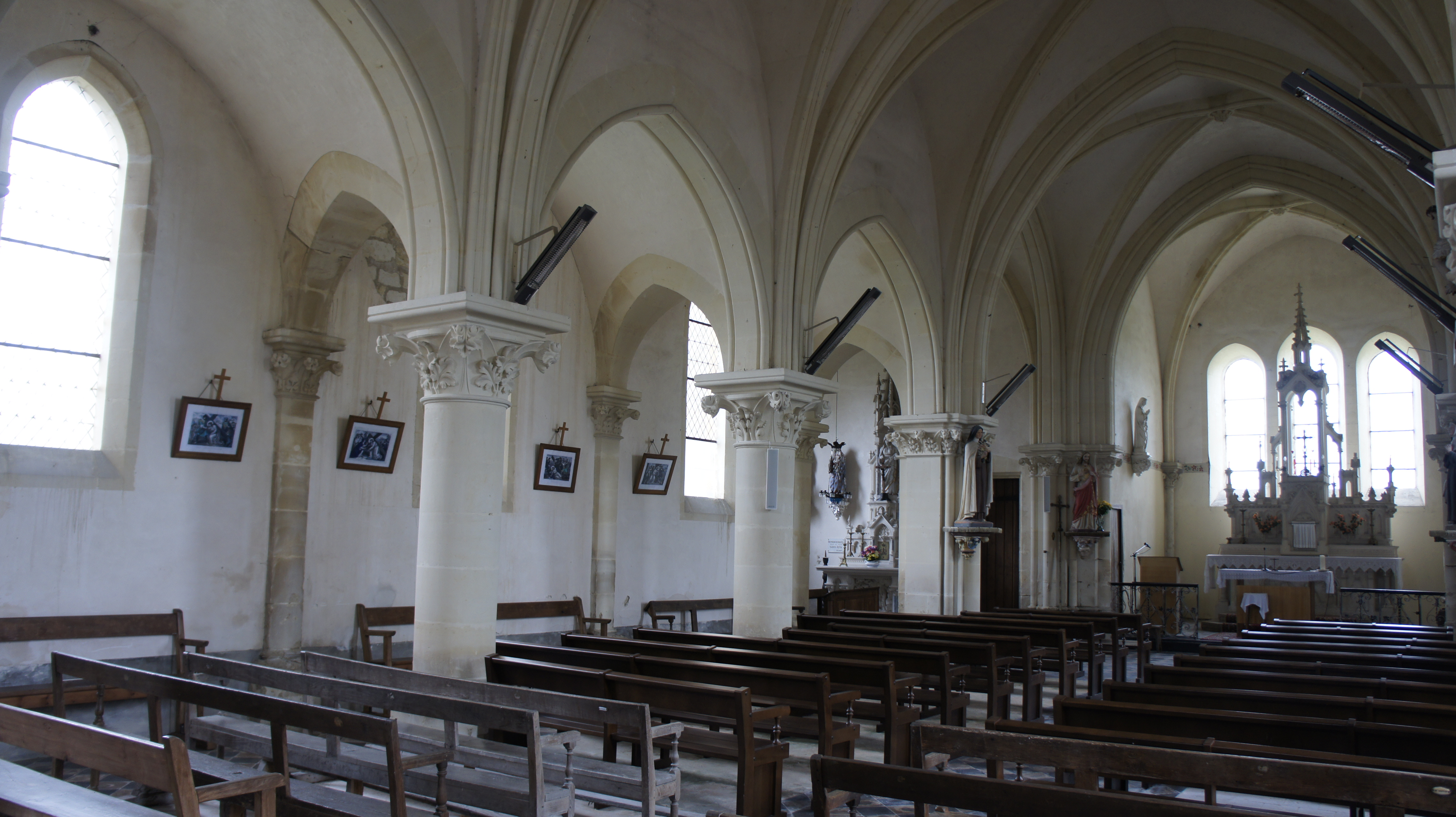
La nef de l'église.
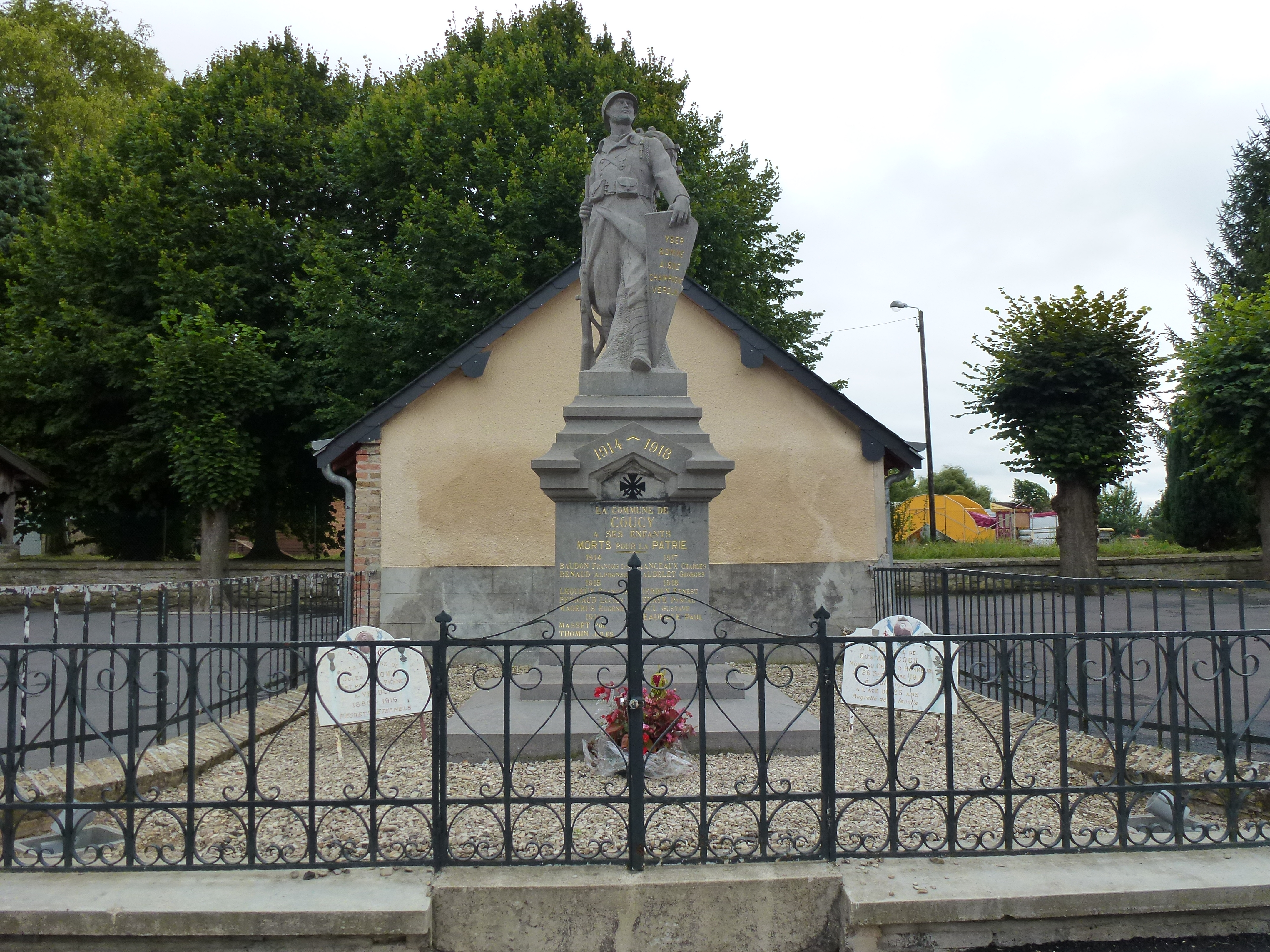
Monument aux morts.

### Personnalités liées à la commune
- Jehan de Coucy.
- Famille d'Escannevelle.

### Héraldique
| Blason de Coucy | Blason  | D'argent à trois coquilles de gueules, au chef de gueules chargé d'un râteau démanché de six dents d'or et percé du champ, accosté de deux étoiles du même. |
| Blason de Coucy | Détails | |

Les conseillers municipaux ont sélectionné, parmi sept projets, le blason actuel : la proximité entre Coucy et Rethel est représentée par les couleurs du blason, le râteau et les étoiles. En effet, les couleurs sélectionnées rappellent les couleurs de Rethel et le râteau est aussi celui des comtes de Rethel. Cependant, les sceaux de Jehan de Coucy, important personnage pour la commune, reprenaient aussi ce râteau, signe de terres agricoles. Enfin, les deux étoiles font un parallèle avec celles du blason des ducs de Rethel-Mazarin et de M. Levesque. Les trois coquilles sont à associer à la famille d'Escannevelle : les coquilles étaient à l’époque dans le blason seigneurial.